# Диалог Шангри-Ла
Азиатский саммит по безопасности «Диалог Шангри-Ла» — ежегодный межправительственный форум безопасности, проводимый независимый аналитическим центром «Международный институт стратегических исследований» (IISS), в котором принимают участие министры обороны, постоянные руководители министерств и другие военные руководители 28 государств АТР. Форум получил своё название от отеля Шангри-Ла (Shangri-La Hotel) в Сингапуре, где он проводится с 2002 года.
Саммит служит площадкой обсуждения самых важных политических вопросов, а также вопросов в области обороны и безопасности в регионе.

## Саммиты
| Номер | Год          | Дата     | Тема саммита | Участники |
| ----- | ------------ | -------- | ------------ | --------- |
| 1     | 2002         | ***      | ***          | ***       |
| 2     | 2003         | ***      | ***          | ***       |
| 3     | 2004         | ***      | ***          | ***       |
| 4     | 2005         | ***      | ***          | ***       |
| 5     | 2006         | ***      | ***          | ***       |
| 6     | 2007         | ***      | ***          | ***       |
| 7     | 2008         | ***      | ***          | ***       |
| 8     | 2009         | ***      | ***          | ***       |
| 9     | 2010         | ***      | ***          | ***       |
| 10    | 2011         | ***      | ***          | ***       |
| 11    | 2012         | ***      | ***          | ***       |
| 12    | 2013         | ***      | ***          | ***       |
| 13    | 2014         | ***      | ***          | ***       |
| 14    | 2015         | ***      | ***          | ***       |
| 15    | 2016         | ***      | ***          | ***       |
| 16    | 2017         | 2—4 июня | ***          | ***       |
| 17    | 2018         | 1—3 июня | ***          | ***       |
| 18    | 2019         | ***      | ***          | ***       |
| —     | 2020 (план.) | Отменён  |              |           |
| —     | 2021 (план.) | Отменён  |              |           |
| 19    | 2022         | 10—12    | ***          | ***       |